# Der Geier – Freund oder Feind
Der Geier – Freund oder Feind ist ein österreichischer Kriminalfilm aus dem Jahr 2025 von Florian Baxmeyer. Die Hauptrolle spielt Philipp Hochmair. Die Erstausstrahlung im ZDF ist am 22. September 2025. Das Drehbuch orientiert sich an dem Roman Buona Notte: Ein Lago-Maggiore-Krimi der Brüder Andreas Lebert und Stephan Lebert, den sie unter dem Pseudonym Andrea di Stefano veröffentlicht haben.

## Handlung
Lukas Geier wird im zweiten Fall erneut von seiner Vergangenheit eingeholt. Hier gibt es ebenfalls Zusammenhänge mit seiner früheren Tätigkeit als Münchner Kriminalkommissar, dessen Aufgabe darin bestand, neue Identitäten im Zeugenschutzprogramm zu schaffen. Nachdem eine Leiche in den Gasteiner Bergen aufgefunden wurde und die ermittelnde Kriminalinspektorin der Salzburger Mordkommission – Franziska Conte – den Tatort untersucht hat, wird Lukas Geier von Annemarie Papst – der Präsidentin des Verfassungsschutzes – kontaktiert, die ihn bittet, sich ausnahmsweise nochmal mit einem zurückliegenden Fall zu beschäftigen.
Es geht um Roland Büttner, den mutmaßlichen Mörder seines Freundes und Mentors Frank Becker, der in das Zeugenschutzprogramm aufgenommen werden möchte. Büttner hatte bisher für den Chef der ’Ndrangheta gearbeitet, steht jetzt aber selbst auf der Abschussliste der Mafia. Weil die ’Ndrangheta aber einen Maulwurf im LKA hat, vertraut Büttner nur noch Lukas Geier und dessen einstiger Chefin Annemarie Papst.

## Produktion
Der Film wurde im September und Oktober 2024 in Bad Gastein und Umgebung von Network Movie, der Fernsehproduktion GmbH und der Graf Filmproduktion im Auftrag des ZDF und in Zusammenarbeit mit dem ORF gedreht und von FISA+, Austrian Business Agency und dem Land Salzburg gefördert.
Die Musik zum Film komponierten Martina Eisenreich – die bereits mehrfach mit Filmpreisen ausgezeichnet wurde – und Michael Kadelbach. Im Jahr 2024 haben die beiden gemeinsam den
Deutschen Filmmusikpreis gewonnen.